# Hajnalka Juhász
Hajnalka Juhász (maďarsky Juhász Hajnalka; * 28. července 1980, Kazincbarcika) je maďarská právnička, pravicová politička, poslankyně Zemského sněmu a ministerská komisařka odpovědná za rozvoj mezinárodních vztahů souvisejících s prioritami maďarského předsednictví ve Výboru ministrů Rady Evropy.

## Biografie
Narodila se roku 1980 do lékařské rodiny ve městě Kazincbarcika v tehdejší Maďarské lidové republice (MLR). Odmaturovovala na Fráter György Katolikus Gimnázium v Miskolci, následně absolvovala studium práv na Károli Gáspár Református Egyetem v Budapešti, studium mezinárodního práva na University of Leicester ve Velké Británii a doktorský titul získala na Szegedi Tudományegyetem v Szegedu.

### Politická kariéra
V roce 2009 se stala členkou Ifjúsági Kereszténydemokrata Szövetség (IKSZ), mládežnické organizace Křesťanskodemokratické lidové strany (KDNP). V parlamentních volbách roku 2018 kandidovala na 39. místě celostátní kandidátní listiny pravicové koalice Fidesz–KDNP, ze které byla zvolena poslankyní. V parlamentních volbách v roce 2022 byla opětovně zvolena.
Ve volbách do Evropského parlamentu v červnu 2024 kandiduje na 16. místě kandidátní listiny pravicové koalice Fidesz–KDNP.